# Nikita Uberoi
Nikita Uberoi (* 21. Oktober 1993 in New Jersey) ist eine US-amerikanische Tennisspielerin.

## Karriere
Uberoi hat mit fünf Jahren das Tennisspielen begonnen und spielt bislang vor allem auf dem ITF Women’s Circuit. Ihr erstes Profiturnier spielte sie im November 2007 beim mit 10.000 US-Dollar dotierten Turnier in Aurangabad.
2017 trat sie mit ihrer Partnerin Salome Dewidse bei den Revolution Technologies Pro Tennis Classic im Doppel an. Sie scheiterten aber bereits in der ersten Runde an Amanda Anisimova und Anhelina Kalinina mit 3:6 und 1:6.
2019 erhielt sie für die Qualifikation zu den Dubai Duty Free Tennis Championships, einem Turnier der WTA Tour der Kategorie Premier 5 eine Wildcard. Sie unterlag in der ersten Runde ihrer Landsfrau Bernarda Pera klar in zwei Sätzen mit 1:6 und 0:6.